# Senga Sengana
Senga Sengana – odmiana uprawna (kultywar) truskawki (Fragaria ×ananassa 'Senga Sengana'), należąca do grupy odmian późnych. Odmiana została wyhodowana przez Reinholda von Sengbusch w miejscowości Wulfsdorf koło Hamburga (Niemcy) poprzez krzyżówkę odmian 'Markee' i 'Sieger'. Do uprawy w RFN została wprowadzona w 1954 roku. W Polsce bardzo rozpowszechniona – jest najczęściej uprawianą odmianą z przeznaczeniem do przetwórstwa. Została wpisana na listę odmian zalecanych do uprawy, opracowywanej przez Centralny Ośrodek Badania Odmian Roślin Uprawnych w 1990, tj. od początku prowadzenia listy. Udział tej odmiany w uprawie truskawek w Polsce w ostatnich latach maleje.

## Charakterystyka
PokrójJest byliną o zwartym pokroju i silnym wzroście.
LiścieŚredniej lub dużej wielkości, blaszki liściowe ciemnozielone, gładkie, lśniące, o brzegach szeroko podwójnie ząbkowanych. Ogonek liściowy jest długi i sztywny. Odmiana wyróżnia się bogatym ulistnieniem.
KwiatyLiczne na silnie rozgałęzionych, luźnych kwiatostanach. Łodygi kwiatostanowe tej samej długości co ogonki liściowe lub krótsze, silnie owłosione, pokładające się pod wpływem ciężaru owoców.
OwoceOwoce zbiorowe, rzekome. Pierwsze dojrzewające są duże (średnio 7,5 g), potem średnie, a pod koniec owocowania drobne. Kształt jest szerokostożkowaty, sercowaty lub kulistonerkowaty. Barwa ciemnoczerwona, jednolita na całej powierzchni. Orzeszki żółte, osadzone w płytkich zagłębieniach. Miąższ ciemnoczerwony, zwarty, kwaskowaty, smaczny i bardzo aromatyczny. Kielich bardzo trudno oddziela się od owocu.

## Rozwój
Okres kwitnienia w porównaniu do innych truskawek jest dość późny, co pozwala często uniknąć uszkodzenia przez przymrozki. Odmiana ma ponadto dosyć długi okres kwitnienia.

## Uprawa

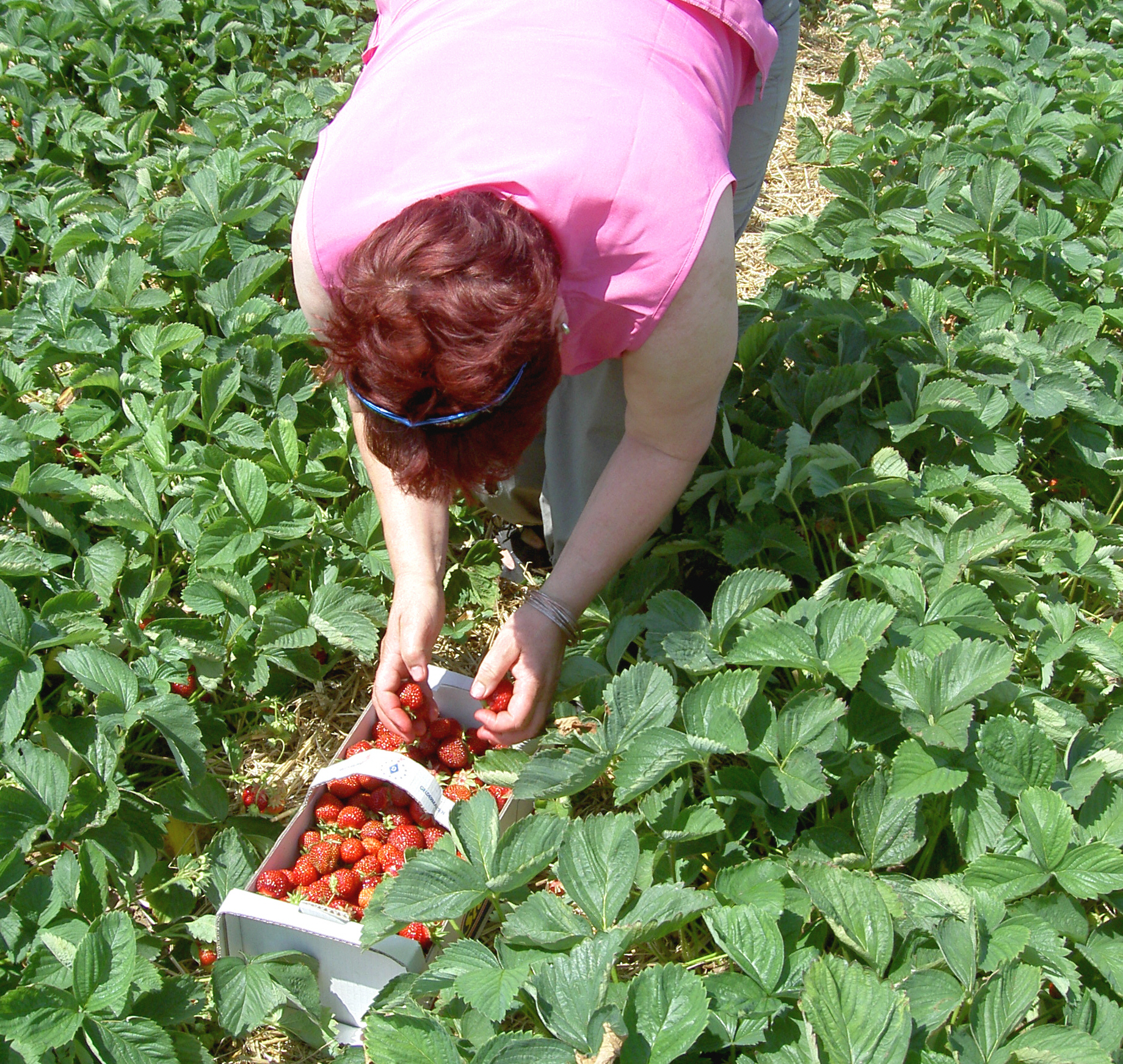
Zbiór truskawek na plantacji ściółkowanej słomą

PielęgnacjaPrzy tej odmianie są ponoszone duże nakłady pracy na ochronę przed chorobami. Rośliny ze względu na podatność owoców na drobnienie powinny być podlewane lub nawadniane, szczególnie w latach o małej ilości opadów. Przed posadzeniem plantacji należy pole bardzo starannie przygotować, stosując odpowiednie przedplony i nawożenie. W celu ograniczenia źródeł infekcji i zmniejszenia konkurencji chwastów plantacje w okresie poprzedzającym zbiór ściółkuje się słomą lub włókniną.
OwocowanieW warunkach polskich dojrzałość zbiorczą osiąga po około 10–14 dniach po popularnej wczesnej odmianie 'Ananasowej z Grójca' (tj. około połowy czerwca). Okres owocowania jest długi i wynosi zwykle około 25 dni.

## Zdrowotność
Odmiana Senga Sengana należy do odmian bardzo wrażliwych na jedną z najpowszechniejszych chorób truskawek – szarą pleśń, powodowaną przez grzyb Botrytis cinerea. Ponadto łatwo ulega białej plamistości liści truskawek, a w latach o dużej ilości opadów także mączniakowi. W porównaniu do większości odmian wyróżnia się wysoką odpornością na mróz.

## Zastosowanie
Odmiana deserowa i przetwórcza, przydatna na wszelkie przetwory. Ceniona przez przemysł ze względu na wspaniały aromat.  Jest najczęściej eksportowaną polską truskawką. Wartościowa dla plantacji towarowych i do ogródków przydomowych.